# 沈福存
沈福存（1935年—2021年11月11日），男，四川巴县人，中国京剧表演艺术家、戏曲教育家，一级演员，1948年入历家班“福”字科学艺，国家级非物质文化遗产代表性传承人。

## 家庭
女儿沈铁梅。